# Острів (гміна Перемишль)
Острів (пол. Ostrów) — село в Польщі, у гміні Перемишль Перемишльського повіту Підкарпатського воєводства. Розташоване за 4 км на захід від Перемишля, над річкою Сян. Населення — 2116 осіб (2011)

## Історія

Церква Успіння Богородиці до руйнації.

Село вперше згадується під 1406 роком. Село входило до 1772 р. до складу Перемиського староства Перемишльської землі Руського воєводства.
У 1880 р. село належало до Перемишльського повіту Королівства Галичини та Володимирії Австро-Угорської імперії, у селі було 519 жителів, а на землях фільварку — 77 мешканців; (більшість — греко-католики, за винятком 170 римо-католиків). Попри понад півтисячоліття латинізації та спольщення українців і заселення поляками земель Надсяння українці до Першої світової війни все ж становили більшість у селі.
Після окупації ЗУНР поляками шляхом кривавої війни у 1919—1939 рр. село належало до Перемишльського повіту Львівського воєводства, ґміна Кіньківці. Польська окупаційна влада за міжвоєнний період змінила національний поділ у селі на користь поляків. У 1939 році в селі проживало 1490 мешканців, з них 430 українців, 880 поляків, 130 польських колоністів міжвоєнного періоду і 50 євреїв. Місцева греко-католицька парафіяльна церква належала до Перемиського деканату Перемишльської єпархії (зруйнована після депортації українців).
В липні 1944 року радянські війська заволоділи селом, а в внаслідок Люблінської угоди село відійшло до Польщі. Українців добровільно-примусово виселяли в СРСР. Решту українців у 1947 р. задля етнічної чистки під час проведення Операції «Вісла» було виселено на «Повернені Землі».
У 1975-1998 роках село належало до Перемишльського воєводства.

## Церква
Дерев’яна церква Успіння Пресвятої Діви Марії існувала ще у 1870 -х рр. У шематизмі 1879 р. зазначається, що вона була „у жалюгідному стані”. У 1884 році на її місці був побудований новий храм. Споруда булла знищена після депортації українського населення за невідомих обставин, ймовірно, у 1950 -х роках з ініціативи місцевої польської адміністрації.

## Демографія
Демографічна структура станом на 31 березня 2011 року:
|          | Загалом | Допрацездатний вік | Працездатний вік | Постпрацездатний вік |
| -------- | ------- | ------------------ | ---------------- | -------------------- |
| Чоловіки | 1044    | 249                | 695              | 100                  |
| Жінки    | 1072    | 217                | 657              | 198                  |
| Разом    | 2116    | 466                | 1352             | 298                  |

## Відомі люди
- Хомінський Йосип — український і польський музикознавець.
- Харчук Надія Антонівна (1928—2000) — українська науковець і громадська діячка..